# Ostrobòtnia

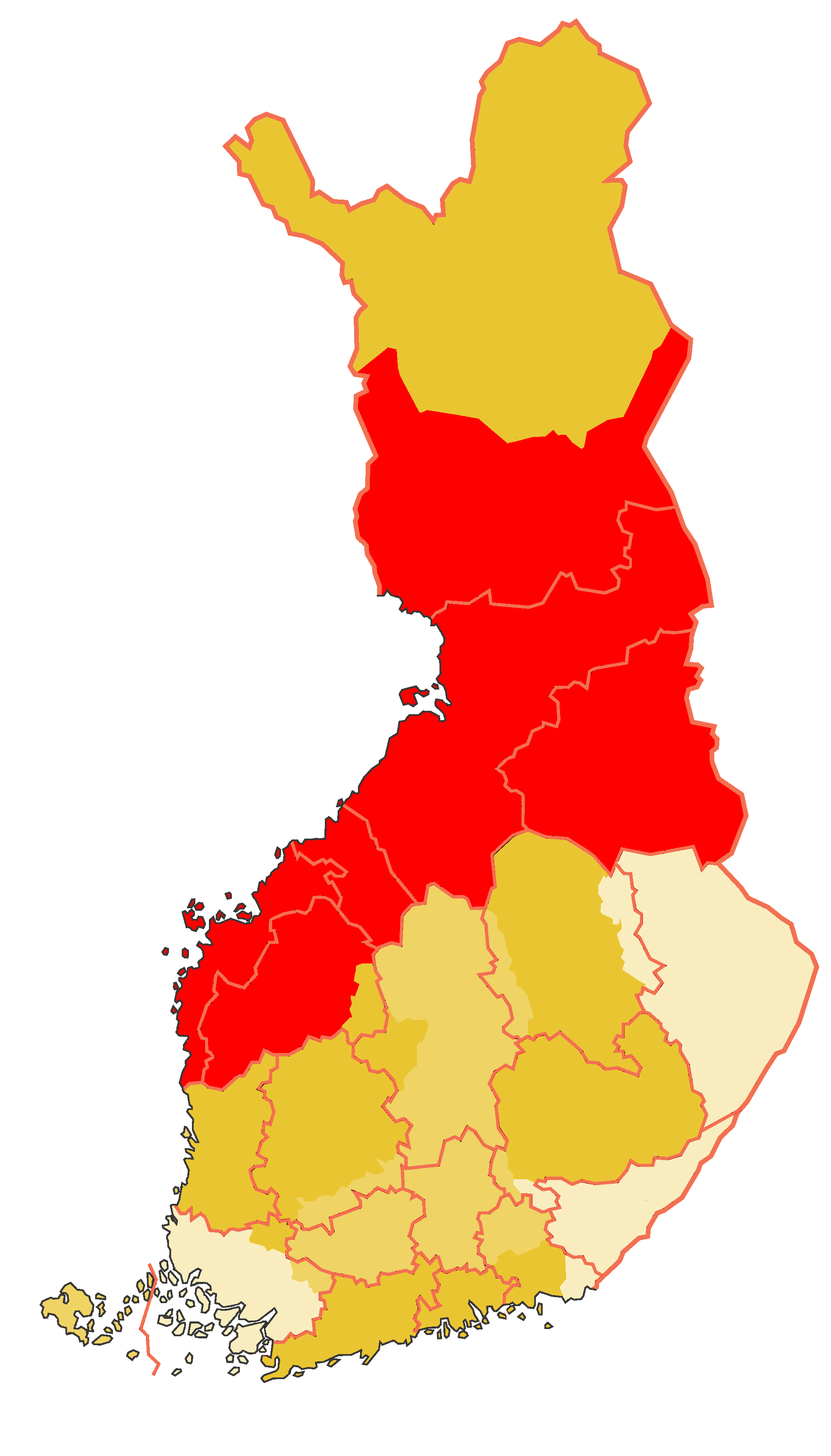
Província històrica d'Ostrobòtnia
(les fronteres de les províncies actuals són en rosa i l'actual frontera de Finlàndia, reconeguda arran dels Acords d'Helsinki de 1975)

Ostrobòtnia (suec Österbotten, finès Pohjanmaa) és una regió històrica de Finlàndia situada al centre de Finlàndia. Limita amb Carèlia, Savònia (Savo en finès), Tavastia i Satakunta al sud, i amb Västerbotten (Suècia) i Lapònia al nord. A l'est limita també amb Rússia i a l'oest amb el Golf de Bòtnia.

## Divisió administrativa
El territori de l'antiga Ostrobòtnia és repartit actualment entre la província de Lapònia, la província d'Oulu i Finlàndia Occidental.

## Història
La primera presència humana a Ostrobòtnia data del 120.000 aC, un antic assentament prop de Kristinestad, probablement aixoplugà homes de Neanderthal abans de la glaciació. Els éssers humans moderns van arribar fa uns 9000 anys, tan aviat com la capa de gel va desaparèixer i la terra s'havia elevat prou sobre el nivell del mar.
Durant l'edat del bronze i l'edat de ferro s'hi formà una societat d'economia agrària al sud d'Ostrobòtnia, mentre que l'economia tradicional de cacera va sobreviure molt més temps a l'interior i nord. Durant l'antiga edat mitjana, els colons de Suècia habitaven la franja costanera del sud i Ostrobòtnia Central, formant unitats administratives sota dominació sueca. La corona sueca establí Korsholm com a centre administratiu. Al mateix temps, gran part del territori van ser colonitzats per colons finlandesos de Savonia. Al segle xvi, els assentaments finlandesos i l'agricultura havien arribat a la costa septentrional i oriental del Golf de Bòtnia (al nord de Kalajoki). Això va donar lloc a greus enfrontaments amb els cristians ortodoxos carelians, que van rebre el suport dels seus sobirans de Rússia. Al llarg de finals del segle xvi, tots dos bàndols eren empescats en una constant guerra de desgast contra la població civil, encara que també hi va haver períodes de pau. Per exemple, a l'hivern de 1590, els homes d'Ii i Liminka van assaltar el monestir de Petxenga a l'oceà Àrtic, i com a resposta els carelians arrasaren Ii i Liminka. La guerra va decaure a poc a poc després del Tractat de Tyavzino de 1595.
Durant les últimes etapes de la guerra, la corona sueca havia estacionat tropes regulars a la província per ajudar a la població en la defensa. Això estava en marcat contrast amb la pràctica anterior en la qual la província havia estat responsable de la seva pròpia defensa. Després de la guerra, els ostrobotnians es van revoltar contra l'estacionament de soldats regulars suecs a la província, provocant l'anomenada Guerra dels Garrots, l'últim aixecament camperol en la història de Finlàndia. La guerra resultà ser una pèrdua devastadora per als camperols i va marcar el final definitiu de la província com a entitat semi-independent, a la frontera no reglamentada.
Les primeres ciutats d'Ostrobòtnia es van establir al segle xvii, i assoliren un fort protagonisme gràcies a l'exportació del quitrà dels pins, essencial per al manteniment dels vaixells de fusta de l'època. La Gran Guerra del Nord va ser el punt més baix en la història de la província, que va ser ocupada el 1714-1721 per les tropes russes, juntament amb la resta de Finlàndia. A Ostrobòtnia, les tropes russes es dedicaren a la creació d'una àmplia franja de terra de ningú entre els territoris ocupats de Finlàndia i Suècia. Especialment, el nord d'Ostrobòtnia va perdre una quarta part de la seva població a causa de la devastació de la guerra.
El 1809 Ostrobòtnia es va separar de Suècia juntament amb la resta de Finlàndia.